# سید محسن عمادی
سید محسن عمادی پاشاکلایی دیپلمات ایرانی و سفیر سابق ایران در کره شمالی بوده است.